# Renee
Renee je moško osebno ime.

## Izvor imena
Ime Renee je različica moškega osebnega imena Renato.

## Pogostost imena
Po podatkih Statističnega urada Republike Slovenije je bilo na dan 31. decembra 2007 v Sloveniji število moških oseb z imenom Renee: 5.